# Liste der Kulturdenkmäler in Reiffelbach
In der Liste der Kulturdenkmäler in Reiffelbach sind alle Kulturdenkmäler der rheinland-pfälzischen Ortsgemeinde Reiffelbach aufgeführt. Grundlage ist die Denkmalliste des Landes Rheinland-Pfalz (Stand: 2. August 2023).

## Einzeldenkmäler
| Bezeichnung            | Lage                  | Baujahr         | Beschreibung                                                                  | Bild |
| ---------------------- | --------------------- | --------------- | ----------------------------------------------------------------------------- | ---- |
| Protestantische Kirche | Friedhofstraße 8 Lage | 1849            | spätklassizistischer Saalbau, 1849                                            | BW   |
| Hofanlage              | Glastalstraße 6 Lage  | um 1800         | Hofanlage; nachbarocker Krüppelwalmdachbau, um 1800                           | BW   |
| Mühle                  | Glastalstraße 21 Lage | 18. Jahrhundert | ehemalige Mühle (?); barocker Krüppelwalmdachbau, Bruchstein, 18. Jahrhundert | BW   |